# Ansichtenglas
Ansichtenglas nennt man die Gläser und Becher des Biedermeier mit eingeschnittenen Ansichten von Städten und Landschaften, die sich die Kurgäste zu jener Zeit als Andenken mitbrachten. Man nennt sie auch „Badegläser“ bzw. „Badebecher“.

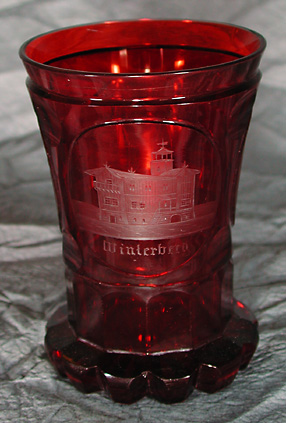
Ranftbecher mit Winterbergmotiv, um 1850–1860

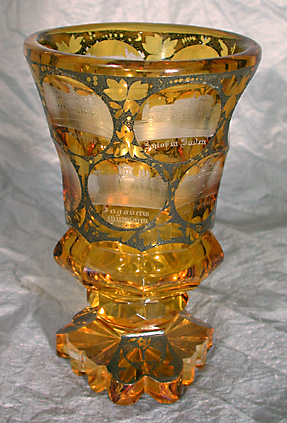
Fußbecher mit verschiedenen deutschen Ansichten, um 1850

## Herkunft und Motive
Die Tradition des Ansichtenglases hat bei der Glasmalerei ihren Anfang genommen. Von dem  Hausmaler Samuel Mohn, der ursprünglich Porzellanmaler war, sind die ersten Veduten aus Dresden bekannt geworden. Der Wiener Anton Kothgasser, der zwischen 1815 und ca. 1830 mit transparenten Emailfarben arbeitete, stellte ebenfalls Motive seiner Heimat auf Gläsern und Bechern dar. Signierte Gläser dieser beiden Künstler befinden sich in zahlreichen Museen und sind sehr selten geworden.
Um 1830 wurde die Idee, Städteansichten auf Gläsern darzustellen, in die großen böhmischen Kurbäder Karlsbad, Marienbad und Franzensbad transferiert. Nun wurden die Ansichten nicht mehr gemalt, sondern geschnitten. Meistens sind die vertieften Partien des Glases durch Beizen oder Lasieren rubinrot, bernsteingelb oder blau (seltener grün) gefärbt, wodurch die Ansicht deutlicher hervortritt. Eine andere Technik war das Überfangdekor, bei dem eine obere – farbige – Schicht ausgeschliffen wurde. 
Zwischen 1840 und 1850 setzte in Böhmen eine rege Produktion dieses Typs ein; böhmische und schlesische Landschaften sind schwerpunktmäßig vertreten. Von hier aus verbreitete sich das Ansichtenglas in ganz Deutschland; Ansichten von Dresden und das Elbsandsteingebirge, Burgen und Städte im Rheinland, Wiesbaden und die Kurbäder im Taunus sind häufig abgebildet.
Gläser, an denen zusätzlich ein Sinnspruch oder eine Datierung angebracht sind, sind manchmal erst in der zweiten Hälfte des 19. Jahrhunderts entstanden. Es können aber auch später aufgebrachte Hinzufügungen eines echten Biedermeierglases (vor 1850) sein. Diese Variante wird auch als Freundschaftsglas bezeichnet.
Die Kurgäste erwarben diese Gläser und Becher zur Zeit ihrer Entstehung als Souvenirs. Heute sind sie bei Sammlern beliebt und im Antiquitätenhandel sowie auf Glasauktionen erhältlich.